# Helen Traubel
Helen Traubel (née le 16 ou le 20 juin 1899 ; morte le 28 juillet 1972 à Santa Monica en Californie) est une soprano américaine. 
Née à Saint-Louis, elle a débuté comme chanteuse de concert avec l'orchestre symphonique de Saint-Louis en 1923. Très grande (plus de 1,80 mètre), dotée d'une grande voix solide, précise, elle est réputée pour ses interprétations des grands rôles wagnériens, en particulier celui de Brunehilde dans L'Anneau du Nibelung, aux côtés de Lauritz Melchior. Mais sa carrière a souffert d'un défaut d'engagement et de professionnalisme. « L'opéra m'ennuyait », écrit-elle dans ses mémoires. 
Elle abandonne le Met, au profit de concerts plus légers, notamment à Chicago et Las Vegas. Elle chante dans les musicals de Rodgers et Hammerstein. Elle fait des apparitions télévisées avec Jimmy Durante et Jerry Lewis. Elle publie un roman policier, The Metropolitan Opera Murders. 
Helen Traubel est enterrée au Westwood Village Memorial Park Cemetery de Los Angeles.

## Discographie
- Helen Traubel, Lebendige Vergangenheit, 2006

## Filmographie
- 1961 : Le Tombeur de ces dames de Jerry Lewis - Miss Helen N. Wellenmellon
- 1967 : Peter Gunn, détective spécial de Blake Edwards - La mère